# Кларк, Эдвард
Эдвард Кларк (англ. Edward Clark; 1 апреля 1815, Новый Орлеан — 4 мая 1880, Маршалл, Техас) — американский политик, 8-й губернатор штата Техас, член демократической партии. Срок его полномочий совпал с началом Гражданской войны в США.

## Биография
Эдвард Кларк родился в Новом Орлеане, штат Луизиана. В 1842 году открыл собственную юридическую практику. До начала боевых действий Американо-мексиканской войны Кларк был членом Texas Annexation Convention и два срока состоял в легислатуре штата Арканзас. После окончания войны он был секретарём штата при губернаторе Элайше Пиз и вице-губернатором при Сэме Хьюстоне.
Проиграв выборы губернатора Фрэнсису Лаббоку разницей в 124 голоса, Кларк возглавил 14-й техасский пехотный полк в звании полковника, а позже, после полученного в бою ранения, был повышен до бригадного генерала. В конце гражданской войны Кларк бежал в Мексику, но затем вернулся домой в Маршалл (Техас), где и умер. Его могила на городском кладбище отмечена историческим знаком.
В 1965 году президент Линдон Джонсон назначил его внука, Эдварда Кларка, послом в Австралии.